# Antonio Martelo
Antonio Martelo Bejarano fue un conocido actor español de teatro, cine y televisión nacido en Sevilla el 24 de julio de 1904 y fallecido el 5 de enero de 1970.

## Biografía
Nace en una familia humilde de Sevilla en 1904. Se inicia artísticamente en el Teatro, en su ciudad natal. En sus comienzos estrena con fortuna y recorre el país con La reina fea (1941) y Qué sabes tú (1945). En Cine debuta en 1945 con un pequeño papel en la película El destino se disculpa, de José Luis Sáenz de Heredia, con Rafael Durán y Fernando Fernán Gómez.
Posteriormente seguirían Don Juan Tenorio (1949), también de Sáenz de Heredia, La niña de fuego (1952), de Carlos Torres Ríos, La canción del olvido (1969), de Juan de Orduña, No somos ni Romeo ni Julieta (1969), de Alfonso Paso o Bohemios (1969), de Juan de Orduña.
También actuó en los escenarios teatrales, pudiendo mencionarse su participación en 1955 en el musical Al sur del Pacífico junto a Luis Sagi-Vela, Matrimonio a plazos o el montaje del estreno en España de La noche de la iguana (1964), de Tennessee Williams.
Sin embargo, el medio que le proporcionó mayor popularidad fue sin duda la televisión. Debutó en 1964 con la obra Las estrellas, dentro del espacio Teatro de humor. Intervendría, posteriormente en Teatro de siempre, Novela o Estudio 1.
Pero indudablemente el papel que le consagró como una de las figuras emblemáticas en la historia de la televisión en España fue el del protagonista de la serie El Séneca, con textos de José María Pemán y que abundaba en la sabiduría y sentido común de un personaje sin ninguna formación interpretado por Martelo. La serie se emitió varias temporadas con enorme éxito de audiencia, entre 1964 y 1970 y se vio bruscamente interrumpida por la muerte en un accidente de coche del protagonista, el 5 de enero de 1970 en Málaga.